# Unterschops
Unterschops ist ein Gemeindeteil von Aying im oberbayerischen Landkreis München.

## Geographie
Die Einöde liegt circa einen Kilometer östlich von Großhelfendorf.